# Abner Nash
Abner Nash, född 8 augusti 1740 i Prince Edward County, Virginia, död 2 december 1786 i New York, var en amerikansk politiker. Han var North Carolinas guvernör 1780–1781 och ledamot av kontinentalkongressen 1782–1786.
Nash växte upp i Virginia och flyttade sedan till North Carolina. Han studerade juridik och inledde sin karriär som advokat i Halifax i North Carolina. Nash efterträdde 1780 Richard Caswell som guvernör och efterträddes 1781 av Thomas Burke.
Nash avled i New York där han var i egenskap av ledamot av kontinentalkongressen. Han gravsattes på St. Paul's Churchyard i New York och gravplatsen flyttades senare till Pembroke Plantation Cemetery i New Bern.